# Prérisólyom
A prérisólyom (Falco mexicanus) a madarak osztályának sólyomalakúak (Falconiformes) rendjéhez, azon belül  a sólyomfélék (Falconidae) családjához tartozó faj.

## Előfordulása
Kanada, az Amerikai Egyesült Államok és Mexikó területén honos. A tundrák, prérik és sivatagok lakója.

## Megjelenése
Testhossza 40 centiméter és testtömege 720 gramm.

## Életmódja
Tápláléka madarak, emlősök, kétéltűek, halak és rovarok.